# Malcolm Browne

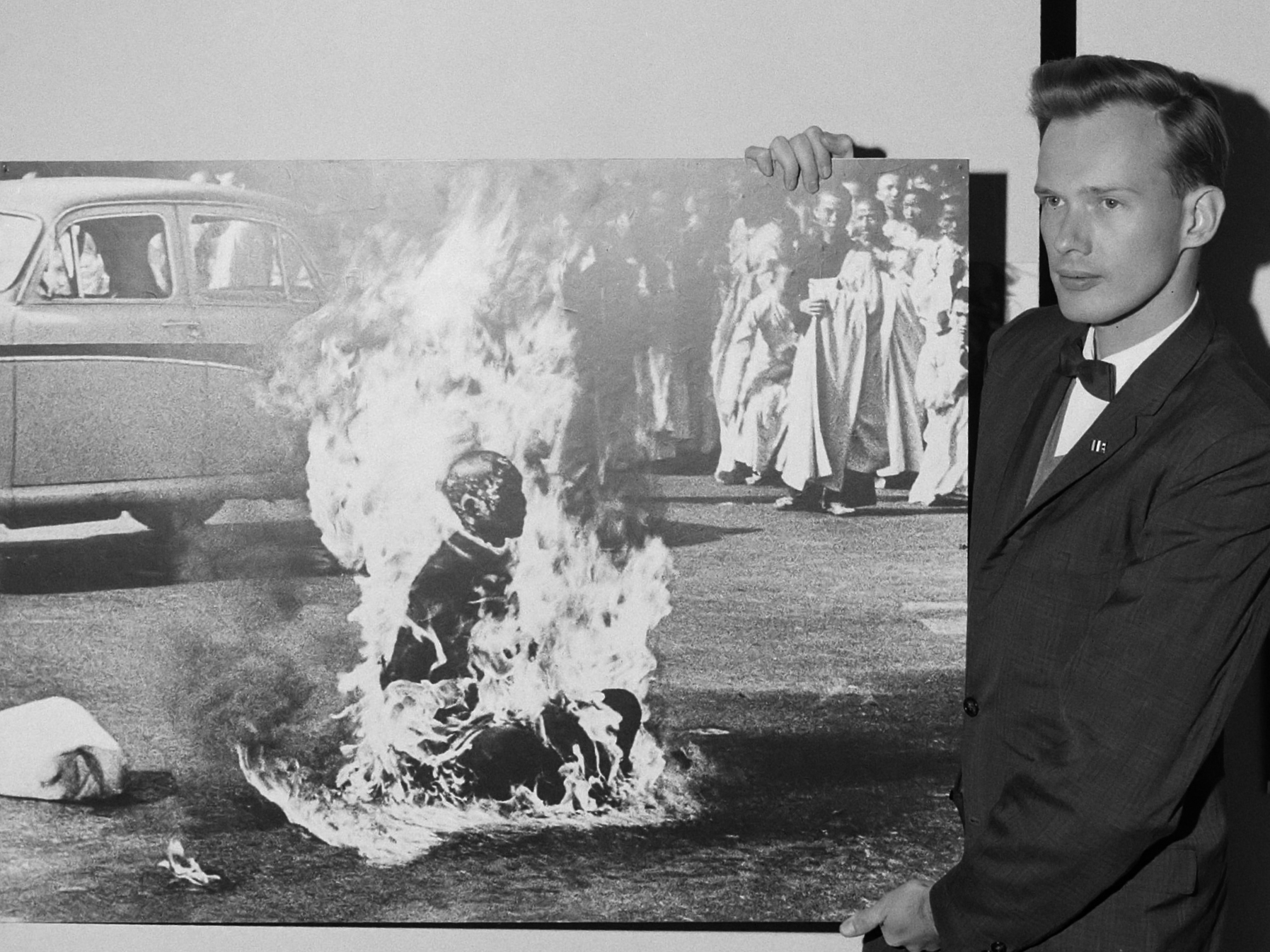
Malcolm Browne beim World Press Photo (1963)

Malcolm Wilde Browne (* 17. April 1931 in New York City; † 27. August 2012 in Hanover, New Hampshire, Neuengland) war ein US-amerikanischer Journalist und Fotograf. Sein bekanntestes und mehrfach ausgezeichnetes Foto ist das der Selbstverbrennung des buddhistischen Mönchs Thích Quảng Đức im Jahr 1963. Für seine Berichterstattung zum Vietnamkrieg erhielt er 1964 mit David Halberstam den Pulitzer-Preis.

## Leben
Brownes Karriere als Journalist begann, als er während des Koreakrieges eingezogen wurde und sich für die Pazifik-Ausgabe der amerikanischen Militärzeitschrift Stars and Stripes bewarb. Danach trat er der Associated Press bei und arbeitete in Baltimore von 1959 bis 1961. Zu diesem Zeitpunkt wurde er zum Chef-Korrespondenten für Indochina ernannt.
Im Jahr 1968 stieß er zur New York Times und wurde 1972 Korrespondent dieser Zeitung für Südamerika. Danach wurde er 1977 Wissenschafts-Journalist, bekleidete dann das Amt eines leitenden Herausgebers der Zeitschrift Discover und kehrte 1985 wieder zur New York Times zurück. Im Jahr 1991 berichtete er als verantwortlicher Korrespondent über den Ersten Golfkrieg.

## Auszeichnungen
- 1964: World Press Photo, für das Pressefoto des Jahres 1963
- 1964: Pulitzer-Preis für Auslandsberichterstattung
- 1992: James T. Grady-James H. Stack Award für seine Erklärungen im Bereich der Chemie für die Öffentlichkeit, American Chemical Society
- 2002: Ehrenmitglied von Sigma Xi
- George Polk Award for Courage im Journalismus
- Overseas Press Club Award

## Werke
- Muddy Boots and Red Socks. Random House: New York, 1993, ISBN 0-8129-6352-0 (Autobiografie)
- Saigon's Finale (Artikel über die Niederlage der US-Armee in Vietnam)
- The New Face of War. Bobbs-Merrill: Indianapolis, 1965, ISBN 0-553-25894-X (Erklärungen über Grundtaktiken im Vietnamkrieg)